# Novîi Buh
Novîi Buh (în ucraineană Новий Буг) este orașul raional de reședință al raionului Novîi Buh din regiunea Mîkolaiiv, Ucraina. În afara localității principale, mai cuprinde și satele Dobra Volea, Jovtneve, Novosillea, Petrivka și Zahalna Korîst.

## Demografie
Componența lingvistică a orașului Novîi Buh
     Ucraineană (94,46%)
     Rusă (4,37%)
     Alte limbi (0,62%)
Conform recensământului din 2001, majoritatea populației orașului Novîi Buh era vorbitoare de ucraineană (94,46%), existând în minoritate și vorbitori de rusă (4,37%).